# Теорема уніформізації
Теорема про уніформізацію — узагальнення теореми Рімана про відображення на двовимірні ріманові многовиди. Можна сказати, що теорема дає найкращу метрику в даному конформному класі.

## Формулювання
Будь-яка однозв'язна ріманова поверхня конформно еквівалентна сфері Рімана {\displaystyle {\widehat {\mathbb {C} }}}, комплексній площині {\displaystyle \mathbb {C} } або відкритому одиничному диску {\displaystyle \mathbb {D} =\{\,z\in \mathbb {C} :|z|<1\,\}}.

## Наслідки
- Будь-яка ріманова метрика на зв'язному двовимірному многовиді конформно еквівалентна повній метриці зі сталою кривиною.
  - Якщо многовид замкнутий, то знак кривини можна знайти за його ейлеровою характеристикою:
    - якщо ейлерова характеристика додатна, то многовид конформно еквівалентний сфері або проєктивній площині з канонічною метрикою;
    - якщо ейлерова характеристика дорівнює нулю, то многовид конформно еквівалентний плоскому тору або плоскій пляшці Кляйна. При цьому тор і пляшка Кляйна мають 2-параметричне сімейство плоских метрик, які не конформно еквівалентні одно одній.
    - Якщо ейлерова характеристика від'ємна, то многовид конформно еквівалентний гіперболічній поверхні.

## Варіації та узагальнення
Теорему геометризації можна розглядати як узагальнення теореми про уніформізацію на тривимірні многовиди.